# Tour del Benelux 2021
El Tour del Benelux 2021, 17a edició del Tour del Benelux, és una competició ciclista que es desenvolupà entre el 30 d'agost i el 5 de setembre de 2021 sobre un recorregut de 1.095,6 km, repartits entre 7 etapes. La prova formava part de l'UCI World Tour 2021.
El vencedor final fou l'italià Sonny Colbrelli (Bahrain Victorious), que s'imposà per 29 segons al seu company d'equip Matej Mohorič. Completà el podi Victor Campenaerts (Qhubeka NextHash).

## Equips participants
En la cursa hi van prendre part els 19 equips UCI WorldTeams més tres equips de categoria UCI ProTeam:
| WorldTeams (19)- Deceuninck-Quick Step - Lotto Soudal - AG2R Citroën Team - Astana-Premier Tech - Bahrain Victorious - Bora-Hansgrohe - Cofidis - EF Education-Nippo - Groupama-FDJ - Ineos Grenadiers - Intermarché-Wanty-Gobert Matériaux - Israel Start-Up Nation - Jumbo-Visma - Movistar Team - Team BikeExchange - Team DSM - Qhubeka NextHash - Trek-Segafredo - UAE Team Emirates ProTeams (3)- Alpecin-Fenix - Bingoal Pauwels Sauces WB - Sport Vlaanderen-Baloise |
| |

## Etapes
| Etapa    | Data      | Ciutats d'etapa                         | type                      | Distància (km) | Desnivell (m) | Vencedor de l'etapa | Líder de la general |
| -------- | --------- | --------------------------------------- | ------------------------- | -------------- | ------------- | ------------------- | ------------------- |
| 1a etapa | 30 de ago | Surhústerfean – Dokkum                  | etapa plana               | 169,6          | 87 m          | Tim Merlier         | Tim Merlier         |
| 2a etapa | 31 de ago | Lelystad – Lelystad                     | contrarellotge individual | 11,1           | 3 m           | Stefan Bissegger    | Stefan Bissegger    |
| 3a etapa | 1 de set  | Essen – Hoogerheide                     | etapa plana               | 168,3          | 256 m         | Taco van der Hoorn  | Stefan Bissegger    |
| 4a etapa | 2 de set  | Aalter – Ardooie                        | etapa plana               | 166,1          | 462 m         | Tim Merlier         | Stefan Bissegger    |
| 5a etapa | 3 de set  | Riemst – Bilzen                         | etapa accidentada         | 192            | 1.732 m       | Caleb Ewan          | Stefan Küng         |
| 6a etapa | 4 de set  | Ottignies-Louvain-la-Neuve – Houffalize | etapa accidentada         | 207,6          | 3.224 m       | Sonny Colbrelli     | Sonny Colbrelli     |
| 7a etapa | 5 de set  | Namur – Geraardsbergen                  | etapa accidentada         | 180,9          | 1.348 m       | Matej Mohorič       | Sonny Colbrelli     |

### Etapa 1
| \| Classificació de l'etapa \| Classificació de l'etapa \| Classificació de l'etapa \| Classificació de l'etapa \| Classificació de l'etapa \| \| Corredor \| Corredor \| Equip \| Temps \| \| \| ------------------------ \| ------------------------ \| ---------------------------------- \| ------------------------ \| ------------------------ \| \| 1r \| Tim Merlier \| Alpecin-Fenix \| 3h 32' 20" \| \| \| 2n \| Phil Bauhaus \| Bahrain Victorious \| + 0" \| \| \| 3r \| Álvaro Hodeg Chagui \| Deceuninck-Quick Step \| + 0" \| \| \| 4t \| Fernando Gaviria Rendón \| UAE Team Emirates \| + 0" \| \| \| 5è \| Mads Pedersen \| Trek-Segafredo \| + 0" \| \| \| 6è \| Danny van Poppel \| Intermarché-Wanty-Gobert Matériaux \| + 0" \| \| \| 7è \| Max Walscheid \| Qhubeka NextHash \| + 0" \| \| \| 8è \| Stanisław Aniołkowski \| Bingoal Pauwels Sauces WB \| + 0" \| \| \| 9è \| Mike Teunissen \| Jumbo-Visma \| + 0" \| \| \| 10è \| Christophe Laporte \| Cofidis \| + 0" \| \| |                         |                                    |            |
| |                         |                                    |            |
| Font: ProCyclingStats |                         |                                    |            |
| Classificació de l'etapa |                         |                                    |            |
| Corredor | Corredor                | Equip                              | Temps      |
| 1r | Tim Merlier             | Alpecin-Fenix                      | 3h 32' 20" |
| 2n | Phil Bauhaus            | Bahrain Victorious                 | + 0"       |
| 3r | Álvaro Hodeg Chagui     | Deceuninck-Quick Step              | + 0"       |
| 4t | Fernando Gaviria Rendón | UAE Team Emirates                  | + 0"       |
| 5è | Mads Pedersen           | Trek-Segafredo                     | + 0"       |
| 6è | Danny van Poppel        | Intermarché-Wanty-Gobert Matériaux | + 0"       |
| 7è | Max Walscheid           | Qhubeka NextHash                   | + 0"       |
| 8è | Stanisław Aniołkowski   | Bingoal Pauwels Sauces WB          | + 0"       |
| 9è | Mike Teunissen          | Jumbo-Visma                        | + 0"       |
| 10è | Christophe Laporte      | Cofidis                            | + 0"       |

| \| Classificació general \| Classificació general \| Classificació general \| Classificació general \| Classificació general \| \| Corredor \| Corredor \| Equip \| Temps \| \| \| --------------------- \| ----------------------- \| --------------------- \| --------------------- \| --------------------- \| \| 1r \| Tim Merlier \| Alpecin-Fenix \| 3h 32' 10" \| \| \| 2n \| Phil Bauhaus \| Bahrain Victorious \| + 4" \| \| \| 3r \| Álvaro Hodeg Chagui \| Deceuninck-Quick Step \| + 6" \| \| \| 4t \| Mike Teunissen \| Jumbo-Visma \| + 6" \| \| \| 5è \| Matej Mohorič \| Bahrain Victorious \| + 6" \| \| \| 6è \| Tiesj Benoot \| Team DSM \| + 7" \| \| \| 7è \| Lukas Pöstlberger \| Bora-Hansgrohe \| + 7" \| \| \| 8è \| Sonny Colbrelli \| Bahrain Victorious \| + 8" \| \| \| 9è \| Kasper Asgreen \| Deceuninck-Quick Step \| + 8" \| \| \| 10è \| Fernando Gaviria Rendón \| UAE Team Emirates \| + 10" \| \| |                         |                       |            |
| |                         |                       |            |
| Font: ProCyclingStats |                         |                       |            |
| Classificació general |                         |                       |            |
| Corredor | Corredor                | Equip                 | Temps      |
| 1r | Tim Merlier             | Alpecin-Fenix         | 3h 32' 10" |
| 2n | Phil Bauhaus            | Bahrain Victorious    | + 4"       |
| 3r | Álvaro Hodeg Chagui     | Deceuninck-Quick Step | + 6"       |
| 4t | Mike Teunissen          | Jumbo-Visma           | + 6"       |
| 5è | Matej Mohorič           | Bahrain Victorious    | + 6"       |
| 6è | Tiesj Benoot            | Team DSM              | + 7"       |
| 7è | Lukas Pöstlberger       | Bora-Hansgrohe        | + 7"       |
| 8è | Sonny Colbrelli         | Bahrain Victorious    | + 8"       |
| 9è | Kasper Asgreen          | Deceuninck-Quick Step | + 8"       |
| 10è | Fernando Gaviria Rendón | UAE Team Emirates     | + 10"      |

### Etapa 2
| \| Classificació de l'etapa \| Classificació de l'etapa \| Classificació de l'etapa \| Classificació de l'etapa \| Classificació de l'etapa \| \| Corredor \| Corredor \| Equip \| Temps \| \| \| ------------------------ \| ------------------------ \| ------------------------ \| ------------------------ \| ------------------------ \| \| 1r \| Stefan Bissegger \| EF Education-Nippo \| 12' 08" \| \| \| 2n \| Edoardo Affini \| Jumbo-Visma \| + 15" \| \| \| 3r \| Stefan Küng \| Groupama-FDJ \| + 20" \| \| \| 4t \| Kasper Asgreen \| Deceuninck-Quick Step \| + 21" \| \| \| 5è \| Max Walscheid \| Qhubeka NextHash \| + 22" \| \| \| 6è \| Tom Dumoulin \| Jumbo-Visma \| + 23" \| \| \| 7è \| Søren Kragh Andersen \| Team DSM \| + 24" \| \| \| 8è \| Victor Campenaerts \| Qhubeka NextHash \| + 26" \| \| \| 9è \| Christophe Laporte \| Cofidis \| + 29" \| \| \| 10è \| Brandon McNulty \| UAE Team Emirates \| + 31" \| \| |                      |                       |         |
| |                      |                       |         |
| Font: ProCyclingStats |                      |                       |         |
| Classificació de l'etapa |                      |                       |         |
| Corredor | Corredor             | Equip                 | Temps   |
| 1r | Stefan Bissegger     | EF Education-Nippo    | 12' 08" |
| 2n | Edoardo Affini       | Jumbo-Visma           | + 15"   |
| 3r | Stefan Küng          | Groupama-FDJ          | + 20"   |
| 4t | Kasper Asgreen       | Deceuninck-Quick Step | + 21"   |
| 5è | Max Walscheid        | Qhubeka NextHash      | + 22"   |
| 6è | Tom Dumoulin         | Jumbo-Visma           | + 23"   |
| 7è | Søren Kragh Andersen | Team DSM              | + 24"   |
| 8è | Victor Campenaerts   | Qhubeka NextHash      | + 26"   |
| 9è | Christophe Laporte   | Cofidis               | + 29"   |
| 10è | Brandon McNulty      | UAE Team Emirates     | + 31"   |

| \| Classificació general \| Classificació general \| Classificació general \| Classificació general \| Classificació general \| \| Corredor \| Corredor \| Equip \| Temps \| \| \| --------------------- \| --------------------- \| --------------------- \| --------------------- \| --------------------- \| \| 1r \| Stefan Bissegger \| EF Education-Nippo \| 3h 44' 28" \| \| \| 2n \| Kasper Asgreen \| Deceuninck-Quick Step \| + 19" \| \| \| 3r \| Stefan Küng \| Groupama-FDJ \| + 20" \| \| \| 4t \| Max Walscheid \| Qhubeka NextHash \| + 22" \| \| \| 5è \| Victor Campenaerts \| Qhubeka NextHash \| + 26" \| \| \| 6è \| Christophe Laporte \| Cofidis \| + 29" \| \| \| 7è \| Matej Mohorič \| Bahrain Victorious \| + 36" \| \| \| 8è \| Luke Durbridge \| BikeExchange \| + 39" \| \| \| 9è \| Sonny Colbrelli \| Bahrain Victorious \| + 42" \| \| \| 10è \| Tim Wellens \| Lotto-Soudal \| + 46" \| \| |                    |                       |            |
| |                    |                       |            |
| Font: ProCyclingStats |                    |                       |            |
| Classificació general |                    |                       |            |
| Corredor | Corredor           | Equip                 | Temps      |
| 1r | Stefan Bissegger   | EF Education-Nippo    | 3h 44' 28" |
| 2n | Kasper Asgreen     | Deceuninck-Quick Step | + 19"      |
| 3r | Stefan Küng        | Groupama-FDJ          | + 20"      |
| 4t | Max Walscheid      | Qhubeka NextHash      | + 22"      |
| 5è | Victor Campenaerts | Qhubeka NextHash      | + 26"      |
| 6è | Christophe Laporte | Cofidis               | + 29"      |
| 7è | Matej Mohorič      | Bahrain Victorious    | + 36"      |
| 8è | Luke Durbridge     | BikeExchange          | + 39"      |
| 9è | Sonny Colbrelli    | Bahrain Victorious    | + 42"      |
| 10è | Tim Wellens        | Lotto-Soudal          | + 46"      |

### Etapa 3
| \| Classificació de l'etapa \| Classificació de l'etapa \| Classificació de l'etapa \| Classificació de l'etapa \| Classificació de l'etapa \| \| Corredor \| Corredor \| Equip \| Temps \| \| \| ------------------------ \| --------------------------- \| ---------------------------------- \| ------------------------ \| ------------------------ \| \| 1r \| Taco van der Hoorn \| Intermarché-Wanty-Gobert Matériaux \| 3h 40' 23" \| \| \| 2n \| Mathias Norsgaard Jørgensen \| Movistar Team \| + 0" \| \| \| 3r \| Luke Durbridge \| BikeExchange \| + 0" \| \| \| 4t \| Samuele Battistella \| Astana-Premier Tech \| + 0" \| \| \| 5è \| Thimo Willems \| Sport Vlaanderen-Baloise \| + 0" \| \| \| 6è \| Peter Sagan \| Bora-Hansgrohe \| + 4" \| \| \| 7è \| Phil Bauhaus \| Bahrain Victorious \| + 4" \| \| \| 8è \| Danny van Poppel \| Intermarché-Wanty-Gobert Matériaux \| + 4" \| \| \| 9è \| Caleb Ewan \| Lotto-Soudal \| + 4" \| \| \| 10è \| Mads Pedersen \| Trek-Segafredo \| + 4" \| \| |                             |                                    |            |
| |                             |                                    |            |
| Font: ProCyclingStats |                             |                                    |            |
| Classificació de l'etapa |                             |                                    |            |
| Corredor | Corredor                    | Equip                              | Temps      |
| 1r | Taco van der Hoorn          | Intermarché-Wanty-Gobert Matériaux | 3h 40' 23" |
| 2n | Mathias Norsgaard Jørgensen | Movistar Team                      | + 0"       |
| 3r | Luke Durbridge              | BikeExchange                       | + 0"       |
| 4t | Samuele Battistella         | Astana-Premier Tech                | + 0"       |
| 5è | Thimo Willems               | Sport Vlaanderen-Baloise           | + 0"       |
| 6è | Peter Sagan                 | Bora-Hansgrohe                     | + 4"       |
| 7è | Phil Bauhaus                | Bahrain Victorious                 | + 4"       |
| 8è | Danny van Poppel            | Intermarché-Wanty-Gobert Matériaux | + 4"       |
| 9è | Caleb Ewan                  | Lotto-Soudal                       | + 4"       |
| 10è | Mads Pedersen               | Trek-Segafredo                     | + 4"       |

| \| Classificació general \| Classificació general \| Classificació general \| Classificació general \| Classificació general \| \| Corredor \| Corredor \| Equip \| Temps \| \| \| --------------------- \| --------------------- \| --------------------- \| --------------------- \| --------------------- \| \| 1r \| Stefan Bissegger \| EF Education-Nippo \| 7h 24' 55" \| \| \| 2n \| Kasper Asgreen \| Deceuninck-Quick Step \| + 19" \| \| \| 3r \| Stefan Küng \| Groupama-FDJ \| + 20" \| \| \| 4t \| Luke Durbridge \| BikeExchange \| + 22" \| \| \| 5è \| Max Walscheid \| Qhubeka NextHash \| + 22" \| \| \| 6è \| Victor Campenaerts \| Qhubeka NextHash \| + 26" \| \| \| 7è \| Christophe Laporte \| Cofidis \| + 29" \| \| \| 8è \| Matej Mohorič \| Bahrain Victorious \| + 36" \| \| \| 9è \| Sonny Colbrelli \| Bahrain Victorious \| + 42" \| \| \| 10è \| Tim Wellens \| Lotto-Soudal \| + 46" \| \| |                    |                       |            |
| |                    |                       |            |
| Font: ProCyclingStats |                    |                       |            |
| Classificació general |                    |                       |            |
| Corredor | Corredor           | Equip                 | Temps      |
| 1r | Stefan Bissegger   | EF Education-Nippo    | 7h 24' 55" |
| 2n | Kasper Asgreen     | Deceuninck-Quick Step | + 19"      |
| 3r | Stefan Küng        | Groupama-FDJ          | + 20"      |
| 4t | Luke Durbridge     | BikeExchange          | + 22"      |
| 5è | Max Walscheid      | Qhubeka NextHash      | + 22"      |
| 6è | Victor Campenaerts | Qhubeka NextHash      | + 26"      |
| 7è | Christophe Laporte | Cofidis               | + 29"      |
| 8è | Matej Mohorič      | Bahrain Victorious    | + 36"      |
| 9è | Sonny Colbrelli    | Bahrain Victorious    | + 42"      |
| 10è | Tim Wellens        | Lotto-Soudal          | + 46"      |

### Etapa 4
| \| Classificació de l'etapa \| Classificació de l'etapa \| Classificació de l'etapa \| Classificació de l'etapa \| Classificació de l'etapa \| \| Corredor \| Corredor \| Equip \| Temps \| \| \| ------------------------ \| ------------------------ \| ---------------------------------- \| ------------------------ \| ------------------------ \| \| 1r \| Tim Merlier \| Alpecin-Fenix \| 3h 36' 29" \| \| \| 2n \| Mads Pedersen \| Trek-Segafredo \| + 0" \| \| \| 3r \| Danny van Poppel \| Intermarché-Wanty-Gobert Matériaux \| + 0" \| \| \| 4t \| Peter Sagan \| Bora-Hansgrohe \| + 0" \| \| \| 5è \| Christophe Laporte \| Cofidis \| + 0" \| \| \| 6è \| Phil Bauhaus \| Bahrain Victorious \| + 0" \| \| \| 7è \| Fernando Gaviria Rendón \| UAE Team Emirates \| + 0" \| \| \| 8è \| Max Walscheid \| Qhubeka NextHash \| + 0" \| \| \| 9è \| Dylan Groenewegen \| Jumbo-Visma \| + 0" \| \| \| 10è \| Fabian Lienhard \| Groupama-FDJ \| + 0" \| \| |                         |                                    |            |
| |                         |                                    |            |
| Font: ProCyclingStats |                         |                                    |            |
| Classificació de l'etapa |                         |                                    |            |
| Corredor | Corredor                | Equip                              | Temps      |
| 1r | Tim Merlier             | Alpecin-Fenix                      | 3h 36' 29" |
| 2n | Mads Pedersen           | Trek-Segafredo                     | + 0"       |
| 3r | Danny van Poppel        | Intermarché-Wanty-Gobert Matériaux | + 0"       |
| 4t | Peter Sagan             | Bora-Hansgrohe                     | + 0"       |
| 5è | Christophe Laporte      | Cofidis                            | + 0"       |
| 6è | Phil Bauhaus            | Bahrain Victorious                 | + 0"       |
| 7è | Fernando Gaviria Rendón | UAE Team Emirates                  | + 0"       |
| 8è | Max Walscheid           | Qhubeka NextHash                   | + 0"       |
| 9è | Dylan Groenewegen       | Jumbo-Visma                        | + 0"       |
| 10è | Fabian Lienhard         | Groupama-FDJ                       | + 0"       |

| \| Classificació general \| Classificació general \| Classificació general \| Classificació general \| Classificació general \| \| Corredor \| Corredor \| Equip \| Temps \| \| \| --------------------- \| --------------------- \| --------------------- \| --------------------- \| --------------------- \| \| 1r \| Stefan Bissegger \| EF Education-Nippo \| 11h 01' 24" \| \| \| 2n \| Kasper Asgreen \| Deceuninck-Quick Step \| + 13" \| \| \| 3r \| Luke Durbridge \| BikeExchange \| + 20" \| \| \| 4t \| Stefan Küng \| Groupama-FDJ \| + 20" \| \| \| 5è \| Max Walscheid \| Qhubeka NextHash \| + 22" \| \| \| 6è \| Christophe Laporte \| Cofidis \| + 26" \| \| \| 7è \| Victor Campenaerts \| Qhubeka NextHash \| + 26" \| \| \| 8è \| Matej Mohorič \| Bahrain Victorious \| + 36" \| \| \| 9è \| Tim Merlier \| Alpecin-Fenix \| + 40" \| \| \| 10è \| Sonny Colbrelli \| Bahrain Victorious \| + 40" \| \| |                    |                       |             |
| |                    |                       |             |
| Font: ProCyclingStats |                    |                       |             |
| Classificació general |                    |                       |             |
| Corredor | Corredor           | Equip                 | Temps       |
| 1r | Stefan Bissegger   | EF Education-Nippo    | 11h 01' 24" |
| 2n | Kasper Asgreen     | Deceuninck-Quick Step | + 13"       |
| 3r | Luke Durbridge     | BikeExchange          | + 20"       |
| 4t | Stefan Küng        | Groupama-FDJ          | + 20"       |
| 5è | Max Walscheid      | Qhubeka NextHash      | + 22"       |
| 6è | Christophe Laporte | Cofidis               | + 26"       |
| 7è | Victor Campenaerts | Qhubeka NextHash      | + 26"       |
| 8è | Matej Mohorič      | Bahrain Victorious    | + 36"       |
| 9è | Tim Merlier        | Alpecin-Fenix         | + 40"       |
| 10è | Sonny Colbrelli    | Bahrain Victorious    | + 40"       |

### Etapa 5
| \| Classificació de l'etapa \| Classificació de l'etapa \| Classificació de l'etapa \| Classificació de l'etapa \| Classificació de l'etapa \| \| Corredor \| Corredor \| Equip \| Temps \| \| \| ------------------------ \| ------------------------ \| ---------------------------------- \| ------------------------ \| ------------------------ \| \| 1r \| Caleb Ewan \| Lotto-Soudal \| 4h 26' 24" \| \| \| 2n \| Sonny Colbrelli \| Bahrain Victorious \| + 0" \| \| \| 3r \| Danny van Poppel \| Intermarché-Wanty-Gobert Matériaux \| + 0" \| \| \| 4t \| Peter Sagan \| Bora-Hansgrohe \| + 0" \| \| \| 5è \| Jasper Stuyven \| Trek-Segafredo \| + 0" \| \| \| 6è \| Tim Merlier \| Alpecin-Fenix \| + 0" \| \| \| 7è \| Mike Teunissen \| Jumbo-Visma \| + 0" \| \| \| 8è \| Matej Mohorič \| Bahrain Victorious \| + 0" \| \| \| 9è \| Christophe Laporte \| Cofidis \| + 0" \| \| \| 10è \| Oliver Naesen \| AG2R Citroën Team \| + 0" \| \| |                    |                                    |            |
| |                    |                                    |            |
| Font: ProCyclingStats |                    |                                    |            |
| Classificació de l'etapa |                    |                                    |            |
| Corredor | Corredor           | Equip                              | Temps      |
| 1r | Caleb Ewan         | Lotto-Soudal                       | 4h 26' 24" |
| 2n | Sonny Colbrelli    | Bahrain Victorious                 | + 0"       |
| 3r | Danny van Poppel   | Intermarché-Wanty-Gobert Matériaux | + 0"       |
| 4t | Peter Sagan        | Bora-Hansgrohe                     | + 0"       |
| 5è | Jasper Stuyven     | Trek-Segafredo                     | + 0"       |
| 6è | Tim Merlier        | Alpecin-Fenix                      | + 0"       |
| 7è | Mike Teunissen     | Jumbo-Visma                        | + 0"       |
| 8è | Matej Mohorič      | Bahrain Victorious                 | + 0"       |
| 9è | Christophe Laporte | Cofidis                            | + 0"       |
| 10è | Oliver Naesen      | AG2R Citroën Team                  | + 0"       |

| \| Classificació general \| Classificació general \| Classificació general \| Classificació general \| Classificació general \| \| Corredor \| Corredor \| Equip \| Temps \| \| \| --------------------- \| --------------------- \| --------------------- \| --------------------- \| --------------------- \| \| 1r \| Stefan Küng \| Groupama-FDJ \| 15h 28' 08" \| \| \| 2n \| Luke Durbridge \| BikeExchange \| + 2" \| \| \| 3r \| Christophe Laporte \| Cofidis \| + 6" \| \| \| 4t \| Victor Campenaerts \| Qhubeka NextHash \| + 6" \| \| \| 5è \| Sonny Colbrelli \| Bahrain Victorious \| + 14" \| \| \| 6è \| Matej Mohorič \| Bahrain Victorious \| + 16" \| \| \| 7è \| Tim Merlier \| Alpecin-Fenix \| + 20" \| \| \| 8è \| Tim Wellens \| Lotto-Soudal \| + 25" \| \| \| 9è \| Tiesj Benoot \| Team DSM \| + 26" \| \| \| 10è \| Lukas Pöstlberger \| Bora-Hansgrohe \| + 28" \| \| |                    |                    |             |
| |                    |                    |             |
| Font: ProCyclingStats |                    |                    |             |
| Classificació general |                    |                    |             |
| Corredor | Corredor           | Equip              | Temps       |
| 1r | Stefan Küng        | Groupama-FDJ       | 15h 28' 08" |
| 2n | Luke Durbridge     | BikeExchange       | + 2"        |
| 3r | Christophe Laporte | Cofidis            | + 6"        |
| 4t | Victor Campenaerts | Qhubeka NextHash   | + 6"        |
| 5è | Sonny Colbrelli    | Bahrain Victorious | + 14"       |
| 6è | Matej Mohorič      | Bahrain Victorious | + 16"       |
| 7è | Tim Merlier        | Alpecin-Fenix      | + 20"       |
| 8è | Tim Wellens        | Lotto-Soudal       | + 25"       |
| 9è | Tiesj Benoot       | Team DSM           | + 26"       |
| 10è | Lukas Pöstlberger  | Bora-Hansgrohe     | + 28"       |

### Etapa 6
| \| Classificació de l'etapa \| Classificació de l'etapa \| Classificació de l'etapa \| Classificació de l'etapa \| Classificació de l'etapa \| \| Corredor \| Corredor \| Equip \| Temps \| \| \| ------------------------ \| ------------------------ \| ------------------------ \| ------------------------ \| ------------------------ \| \| 1r \| Sonny Colbrelli \| Bahrain Victorious \| 4h 55' 27" \| \| \| 2n \| Matej Mohorič \| Bahrain Victorious \| + 42" \| \| \| 3r \| Jasper Stuyven \| Trek-Segafredo \| + 42" \| \| \| 4t \| Tiesj Benoot \| Team DSM \| + 42" \| \| \| 5è \| Victor Campenaerts \| Qhubeka NextHash \| + 42" \| \| \| 6è \| Tim Wellens \| Lotto-Soudal \| + 42" \| \| \| 7è \| Marc Hirschi \| UAE Team Emirates \| + 42" \| \| \| 8è \| Tom Dumoulin \| Jumbo-Visma \| + 42" \| \| \| 9è \| Nikias Arndt \| Team DSM \| + 1' 02" \| \| \| 10è \| Gianni Vermeersch \| Alpecin-Fenix \| + 1' 02" \| \| |                    |                    |            |
| |                    |                    |            |
| Font: ProCyclingStats |                    |                    |            |
| Classificació de l'etapa |                    |                    |            |
| Corredor | Corredor           | Equip              | Temps      |
| 1r | Sonny Colbrelli    | Bahrain Victorious | 4h 55' 27" |
| 2n | Matej Mohorič      | Bahrain Victorious | + 42"      |
| 3r | Jasper Stuyven     | Trek-Segafredo     | + 42"      |
| 4t | Tiesj Benoot       | Team DSM           | + 42"      |
| 5è | Victor Campenaerts | Qhubeka NextHash   | + 42"      |
| 6è | Tim Wellens        | Lotto-Soudal       | + 42"      |
| 7è | Marc Hirschi       | UAE Team Emirates  | + 42"      |
| 8è | Tom Dumoulin       | Jumbo-Visma        | + 42"      |
| 9è | Nikias Arndt       | Team DSM           | + 1' 02"   |
| 10è | Gianni Vermeersch  | Alpecin-Fenix      | + 1' 02"   |

| \| Classificació general \| Classificació general \| Classificació general \| Classificació general \| Classificació general \| \| Corredor \| Corredor \| Equip \| Temps \| \| \| --------------------- \| --------------------- \| --------------------- \| --------------------- \| --------------------- \| \| 1r \| Sonny Colbrelli \| Bahrain Victorious \| 20h 23' 30" \| \| \| 2n \| Matej Mohorič \| Bahrain Victorious \| + 51" \| \| \| 3r \| Victor Campenaerts \| Qhubeka NextHash \| + 53" \| \| \| 4t \| Stefan Küng \| Groupama-FDJ \| + 1' 07" \| \| \| 5è \| Luke Durbridge \| BikeExchange \| + 1' 09" \| \| \| 6è \| Tim Wellens \| Lotto-Soudal \| + 1' 09" \| \| \| 7è \| Jasper Stuyven \| Trek-Segafredo \| + 1' 16" \| \| \| 8è \| Tiesj Benoot \| Team DSM \| + 1' 33" \| \| \| 9è \| Mike Teunissen \| Jumbo-Visma \| + 1' 40" \| \| \| 10è \| Kasper Asgreen \| Deceuninck-Quick Step \| + 1' 42" \| \| |                    |                       |             |
| |                    |                       |             |
| Font: ProCyclingStats |                    |                       |             |
| Classificació general |                    |                       |             |
| Corredor | Corredor           | Equip                 | Temps       |
| 1r | Sonny Colbrelli    | Bahrain Victorious    | 20h 23' 30" |
| 2n | Matej Mohorič      | Bahrain Victorious    | + 51"       |
| 3r | Victor Campenaerts | Qhubeka NextHash      | + 53"       |
| 4t | Stefan Küng        | Groupama-FDJ          | + 1' 07"    |
| 5è | Luke Durbridge     | BikeExchange          | + 1' 09"    |
| 6è | Tim Wellens        | Lotto-Soudal          | + 1' 09"    |
| 7è | Jasper Stuyven     | Trek-Segafredo        | + 1' 16"    |
| 8è | Tiesj Benoot       | Team DSM              | + 1' 33"    |
| 9è | Mike Teunissen     | Jumbo-Visma           | + 1' 40"    |
| 10è | Kasper Asgreen     | Deceuninck-Quick Step | + 1' 42"    |

### Etapa 7
| \| Classificació de l'etapa \| Classificació de l'etapa \| Classificació de l'etapa \| Classificació de l'etapa \| Classificació de l'etapa \| \| Corredor \| Corredor \| Equip \| Temps \| \| \| ------------------------ \| ------------------------ \| ---------------------------------- \| ------------------------ \| ------------------------ \| \| 1r \| Matej Mohorič \| Bahrain Victorious \| 3h 50' 56" \| \| \| 2n \| Sonny Colbrelli \| Bahrain Victorious \| + 11" \| \| \| 3r \| Tom Dumoulin \| Jumbo-Visma \| + 15" \| \| \| 4t \| Christophe Laporte \| Cofidis \| + 22" \| \| \| 5è \| Fred Wright \| Bahrain Victorious \| + 22" \| \| \| 6è \| Danny van Poppel \| Intermarché-Wanty-Gobert Matériaux \| + 24" \| \| \| 7è \| Tom Van Asbroeck \| Israel Start-Up Nation \| + 24" \| \| \| 8è \| Greg Van Avermaet \| AG2R Citroën Team \| + 24" \| \| \| 9è \| Tiesj Benoot \| Team DSM \| + 24" \| \| \| 10è \| Peter Sagan \| Bora-Hansgrohe \| + 24" \| \| |                    |                                    |            |
| |                    |                                    |            |
| Font: ProCyclingStats |                    |                                    |            |
| Classificació de l'etapa |                    |                                    |            |
| Corredor | Corredor           | Equip                              | Temps      |
| 1r | Matej Mohorič      | Bahrain Victorious                 | 3h 50' 56" |
| 2n | Sonny Colbrelli    | Bahrain Victorious                 | + 11"      |
| 3r | Tom Dumoulin       | Jumbo-Visma                        | + 15"      |
| 4t | Christophe Laporte | Cofidis                            | + 22"      |
| 5è | Fred Wright        | Bahrain Victorious                 | + 22"      |
| 6è | Danny van Poppel   | Intermarché-Wanty-Gobert Matériaux | + 24"      |
| 7è | Tom Van Asbroeck   | Israel Start-Up Nation             | + 24"      |
| 8è | Greg Van Avermaet  | AG2R Citroën Team                  | + 24"      |
| 9è | Tiesj Benoot       | Team DSM                           | + 24"      |
| 10è | Peter Sagan        | Bora-Hansgrohe                     | + 24"      |

## Classificacions finals

### Classificació general
| \| Classificació general \| Classificació general \| Classificació general \| Classificació general \| Classificació general \| \| Corredor \| Corredor \| Equip \| Temps \| \| \| --------------------- \| --------------------- \| --------------------- \| --------------------- \| --------------------- \| \| 1r \| Sonny Colbrelli \| Bahrain Victorious \| 24h 14' 29" \| \| \| 2n \| Matej Mohorič \| Bahrain Victorious \| + 29" \| \| \| 3r \| Victor Campenaerts \| Qhubeka NextHash \| + 1' 14" \| \| \| 4t \| Tim Wellens \| Lotto-Soudal \| + 1' 26" \| \| \| 5è \| Stefan Küng \| Groupama-FDJ \| + 1' 28" \| \| \| 6è \| Luke Durbridge \| BikeExchange \| + 1' 30" \| \| \| 7è \| Jasper Stuyven \| Trek-Segafredo \| + 1' 37" \| \| \| 8è \| Tiesj Benoot \| Team DSM \| + 1' 54" \| \| \| 9è \| Tom Dumoulin \| Jumbo-Visma \| + 1' 55" \| \| \| 10è \| Mike Teunissen \| Jumbo-Visma \| + 2' 01" \| \| |                    |                    |             |
| |                    |                    |             |
| Font: ProCyclingStats |                    |                    |             |
| Classificació general |                    |                    |             |
| Corredor | Corredor           | Equip              | Temps       |
| 1r | Sonny Colbrelli    | Bahrain Victorious | 24h 14' 29" |
| 2n | Matej Mohorič      | Bahrain Victorious | + 29"       |
| 3r | Victor Campenaerts | Qhubeka NextHash   | + 1' 14"    |
| 4t | Tim Wellens        | Lotto-Soudal       | + 1' 26"    |
| 5è | Stefan Küng        | Groupama-FDJ       | + 1' 28"    |
| 6è | Luke Durbridge     | BikeExchange       | + 1' 30"    |
| 7è | Jasper Stuyven     | Trek-Segafredo     | + 1' 37"    |
| 8è | Tiesj Benoot       | Team DSM           | + 1' 54"    |
| 9è | Tom Dumoulin       | Jumbo-Visma        | + 1' 55"    |
| 10è | Mike Teunissen     | Jumbo-Visma        | + 2' 01"    |

### Classificació per punts
| Classificació per punts | Classificació per punts | Classificació per punts            | Classificació per punts | Classificació per punts |
| Corredor                | Corredor                | Equip                              | Punts                   |                         |
| ----------------------- | ----------------------- | ---------------------------------- | ----------------------- | ----------------------- |
| 1r                      | Danny van Poppel        | Intermarché-Wanty-Gobert Matériaux | 88 pts                  |                         |
| 2n                      | Sonny Colbrelli         | Bahrain Victorious                 | 80 pts                  |                         |
| 3r                      | Tim Merlier             | Alpecin-Fenix                      | 75 pts                  |                         |
| 4t                      | Christophe Laporte      | Cofidis                            | 68 pts                  |                         |
| 5è                      | Matej Mohorič           | Bahrain Victorious                 | 67 pts                  |                         |
| 6è                      | Peter Sagan             | Bora-Hansgrohe                     | 63 pts                  |                         |
| 7è                      | Phil Bauhaus            | Bahrain Victorious                 | 53 pts                  |                         |
| 8è                      | Tom Dumoulin            | Jumbo-Visma                        | 49 pts                  |                         |
| 9è                      | Jasper Stuyven          | Trek-Segafredo                     | 39 pts                  |                         |
| 10è                     | Stefan Bissegger        | EF Education-Nippo                 | 30 pts                  |                         |

## Evolució de les classificacions
| Etapa                  | Vencedor               | Classificació general | Classificació per punts | Classificació de la combativitat |
| ---------------------- | ---------------------- | --------------------- | ----------------------- | -------------------------------- |
| 1                      | Tim Merlier            | Tim Merlier           | Tim Merlier             | Arjen Livyns                     |
| 2                      | Stefan Bissegger       | Stefan Bissegger      | Stefan Bissegger        | Arjen Livyns                     |
| 3                      | Taco van der Hoorn     | Stefan Bissegger      | Phil Bauhaus            | Luke Durbridge                   |
| 4                      | Tim Merlier            | Stefan Bissegger      | Tim Merlier             | Arjen Livyns                     |
| 5                      | Caleb Ewan             | Stefan Küng           | Tim Merlier             | Arjen Livyns                     |
| 6                      | Sonny Colbrelli        | Sonny Colbrelli       | Tim Merlier             | Arjen Livyns                     |
| 7                      | Matej Mohorič          | Sonny Colbrelli       | Danny van Poppel        | Arjen Livyns                     |
| Classificacions finals | Classificacions finals | Sonny Colbrelli       | Danny van Poppel        | Arjen Livyns                     |

## Llista de participants
| Alpecin-Fenix AFC | Alpecin-Fenix AFC       | Alpecin-Fenix AFC |
| ----------------- | ----------------------- | ----------------- |
| Núm               | Ciclista                | Pos               |
| 1                 | Tim Merlier (BEL)       | 60è               |
| 2                 | Dries De Bondt (BEL)    | 79è               |
| 3                 | Senne Leysen (BEL)      | 69è               |
| 4                 | Jonas Rickaert (BEL)    | 46è               |
| 5                 | Oscar Riesebeek (NED)   | 22è               |
| 6                 | Petr Vakoč (CZE)        | 62è               |
| 7                 | Gianni Vermeersch (BEL) | 14è               |

| Deceuninck-Quick Step DQT | Deceuninck-Quick Step DQT    | Deceuninck-Quick Step DQT |
| ------------------------- | ---------------------------- | ------------------------- |
| Núm                       | Ciclista                     | Pos                       |
| 11                        | Remco Evenepoel (BEL)        | NP-5                      |
| 12                        | Kasper Asgreen (DEN) (crono) | 12è                       |
| 13                        | Dries Devenyns (BEL)         | DNF-7                     |
| 14                        | Álvaro Hodeg Chagui (COL)    | DNF-7                     |
| 15                        | Iljo Keisse (BEL)            | 91è                       |
| 16                        | Michael Mørkøv (DEN)         | 36è                       |
| 17                        | Stijn Steels (BEL)           | 84è                       |

| Lotto-Soudal LTS | Lotto-Soudal LTS         | Lotto-Soudal LTS |
| ---------------- | ------------------------ | ---------------- |
| Núm              | Ciclista                 | Pos              |
| 21               | Tim Wellens (BEL)        | 4t               |
| 22               | Caleb Ewan (AUS)         | DNF-7            |
| 23               | Philippe Gilbert (BEL)   | 27è              |
| 24               | Jasper De Buyst (BEL)    | 88è              |
| 25               | Thomas De Gendt (BEL)    | DNF-7            |
| 26               | Roger Kluge (GER)        | DNF-7            |
| 27               | Tosh Van der Sande (BEL) | 38è              |

| AG2R Citroën Team ACT | AG2R Citroën Team ACT   | AG2R Citroën Team ACT |
| --------------------- | ----------------------- | --------------------- |
| Núm                   | Ciclista                | Pos                   |
| 31                    | Greg Van Avermaet (BEL) | 26è                   |
| 32                    | Oliver Naesen (BEL)     | 51è                   |
| 33                    | Julien Duval (FRA)      | DNF-5                 |
| 34                    | Anthony Jullien (FRA)   | DNF-7                 |
| 36                    | Michael Schär (SUI)     | 33è                   |
| 37                    | Gijs Van Hoecke (BEL)   | 64è                   |

| Astana-Premier Tech APT | Astana-Premier Tech APT      | Astana-Premier Tech APT |
| ----------------------- | ---------------------------- | ----------------------- |
| Núm                     | Ciclista                     | Pos                     |
| 41                      | Jakob Fuglsang (DEN)         | DNF-1                   |
| 42                      | Fabio Felline (ITA)          | NP-1                    |
| 43                      | Samuele Battistella (ITA)    | 55è                     |
| 44                      | Dmitri Grúzdev (KAZ)         | DNF-7                   |
| 45                      | Hugo Houle (CAN)             | 40è                     |
| 46                      | Ievgueni Guiditx (KAZ)       | DNF-7                   |
| 47                      | Matteo Sobrero (ITA) (crono) | DNF-7                   |

| Bahrain Victorious TBV | Bahrain Victorious TBV       | Bahrain Victorious TBV |
| ---------------------- | ---------------------------- | ---------------------- |
| Núm                    | Ciclista                     | Pos                    |
| 51                     | Sonny Colbrelli (ITA) (ruta) | 1r                     |
| 52                     | Fred Wright (GBR)            | 20è                    |
| 53                     | Phil Bauhaus (GER)           | 90è                    |
| 54                     | Heinrich Haussler (AUS)      | 65è                    |
| 55                     | Jonathan Milan (ITA)         | DNF-7                  |
| 56                     | Matej Mohorič (SLO) (ruta)   | 2n                     |
| 57                     | Marcel Sieberg (GER)         | DNF-7                  |

| Bora-Hansgrohe BOH | Bora-Hansgrohe BOH       | Bora-Hansgrohe BOH |
| ------------------ | ------------------------ | ------------------ |
| Núm                | Ciclista                 | Pos                |
| 61                 | Peter Sagan (SVK) (ruta) | 42è                |
| 62                 | Wilco Kelderman (NED)    | DNF-3              |
| 63                 | Erik Baška (SVK)         | DNF-7              |
| 64                 | Maciej Bodnar (POL)      | DNF-7              |
| 65                 | Daniel Oss (ITA)         | DNF-7              |
| 66                 | Lukas Pöstlberger (AUT)  | 18è                |
| 67                 | Juraj Sagan (SVK)        | 78è                |

| Cofidis COF | Cofidis COF               | Cofidis COF |
| ----------- | ------------------------- | ----------- |
| Núm         | Ciclista                  | Pos         |
| 71          | Christophe Laporte (FRA)  | 23è         |
| 72          | Tom Bohli (SUI)           | 61è         |
| 73          | Jean-Pierre Drucker (LUX) | DNF-7       |
| 74          | Emmanuel Morin (FRA)      | NP-4        |
| 75          | Szymon Sajnok (POL)       | DNF-7       |
| 76          | Attilio Viviani (ITA)     | 85è         |
| 77          | Elia Viviani (ITA)        | DNF-7       |

| EF Education-Nippo EFN | EF Education-Nippo EFN      | EF Education-Nippo EFN |
| ---------------------- | --------------------------- | ---------------------- |
| Núm                    | Ciclista                    | Pos                    |
| 81                     | Daniel Arroyave Cañas (COL) | DNF-7                  |
| 82                     | Fumiyuki Beppu (JPN)        | 93è                    |
| 83                     | Stefan Bissegger (SUI)      | 58è                    |
| 84                     | Mitchell Docker (AUS)       | NP-5                   |
| 85                     | Sebastian Langeveld (NED)   | 59è                    |
| 86                     | Logan Owen (USA)            | 13è                    |
| 87                     | Julius van den Berg (NED)   | 68è                    |

| Groupama-FDJ GFC | Groupama-FDJ GFC              | Groupama-FDJ GFC |
| ---------------- | ----------------------------- | ---------------- |
| Núm              | Ciclista                      | Pos              |
| 91               | Stefan Küng (SUI) (crono)     | 5è               |
| 92               | Antoine Duchesne (CAN)        | 82è              |
| 93               | Attila Valter (HUN)           | 50è              |
| 94               | Fabian Lienhard (SUI)         | 80è              |
| 95               | Miles Scotson (AUS)           | 54è              |
| 96               | Jake Stewart (GBR)            | 43è              |
| 97               | Benjamin Thomas (FRA) (crono) | DNF-7            |

| Ineos Grenadiers IGD | Ineos Grenadiers IGD            | Ineos Grenadiers IGD |
| -------------------- | ------------------------------- | -------------------- |
| Núm                  | Ciclista                        | Pos                  |
| 101                  | Geraint Thomas (GBR)            | DNF-7                |
| 102                  | Sebastián Henao Gómez (COL)     | 72è                  |
| 103                  | Andrey Amador Bikkazakova (CRC) | 17è                  |
| 104                  | Leonardo Basso (ITA)            | 52è                  |
| 105                  | Michał Gołaś (POL)              | 31è                  |
| 106                  | Gianni Moscon (ITA)             | 35è                  |
| 107                  | Ben Swift (GBR)                 | 32è                  |

| Intermarché-Wanty-Gobert Matériaux IWG | Intermarché-Wanty-Gobert Matériaux IWG | Intermarché-Wanty-Gobert Matériaux IWG |
| -------------------------------------- | -------------------------------------- | -------------------------------------- |
| Núm                                    | Ciclista                               | Pos                                    |
| 111                                    | Aimé De Gendt (BEL)                    | 21è                                    |
| 112                                    | Ludwig De Winter (BEL)                 | DNF-7                                  |
| 113                                    | Andrea Pasqualon (ITA)                 | 53è                                    |
| 114                                    | Taco van der Hoorn (NED)               | DNF-5                                  |
| 115                                    | Boy van Poppel (NED)                   | 56è                                    |
| 116                                    | Danny van Poppel (NED)                 | 24è                                    |
| 117                                    | Pieter Vanspeybrouck (BEL)             | 87è                                    |

| Israel Start-Up Nation ISN | Israel Start-Up Nation ISN      | Israel Start-Up Nation ISN |
| -------------------------- | ------------------------------- | -------------------------- |
| Núm                        | Ciclista                        | Pos                        |
| 121                        | Jenthe Biermans (BEL)           | 29è                        |
| 122                        | Guillaume Boivin (CAN)          | 34è                        |
| 123                        | Norman Vahtra (EST)             | 77è                        |
| 124                        | Mads Würtz Schmidt (DEN) (ruta) | 16è                        |
| 125                        | Alexis Renard (FRA)             | 47è                        |
| 126                        | Guy Sagiv (ISR)                 | 86è                        |
| 127                        | Tom Van Asbroeck (BEL)          | 19è                        |

| Jumbo-Visma TJV | Jumbo-Visma TJV            | Jumbo-Visma TJV |
| --------------- | -------------------------- | --------------- |
| Núm             | Ciclista                   | Pos             |
| 131             | Tom Dumoulin (NED) (crono) | 9è              |
| 132             | Dylan Groenewegen (NED)    | DNF-7           |
| 133             | Edoardo Affini (ITA)       | 74è             |
| 134             | Olav Kooij (NED)           | 49è             |
| 135             | Timo Roosen (NED) (ruta)   | 30è             |
| 136             | Mike Teunissen (NED)       | 10è             |
| 137             | Jos van Emden (NED)        | DNF-7           |

| Movistar Team MOV | Movistar Team MOV                 | Movistar Team MOV |
| ----------------- | --------------------------------- | ----------------- |
| Núm               | Ciclista                          | Pos               |
| 141               | Héctor Carretero Milla (ESP)      | 73è               |
| 142               | Iván García Cortina (ESP)         | DNF-7             |
| 143               | Davide Villella (ITA)             | 39è               |
| 144               | Mathias Norsgaard Jørgensen (DEN) | 45è               |
| 145               | Lluís Mas Bonet (ESP)             | DNF-6             |
| 146               | Sebastián Mora Vedri (ESP)        | DNF-4             |
| 147               | Albert Torres Barceló (ESP)       | NP-4              |

| BikeExchange BEX | BikeExchange BEX         | BikeExchange BEX |
| ---------------- | ------------------------ | ---------------- |
| Núm              | Ciclista                 | Pos              |
| 151              | Jack Bauer (NZL)         | 28è              |
| 152              | Sam Bewley (NZL)         | DNF-6            |
| 153              | Luke Durbridge (AUS)     | 6è               |
| 155              | Alexander Konychev (ITA) | DNF-7            |
| 156              | Barnabás Peák (HUN)      | 75è              |
| 157              | Callum Scotson (AUS)     | DNF-7            |

| Team DSM DSM | Team DSM DSM               | Team DSM DSM |
| ------------ | -------------------------- | ------------ |
| Núm          | Ciclista                   | Pos          |
| 161          | Tiesj Benoot (BEL)         | 8è           |
| 162          | Søren Kragh Andersen (DEN) | DNF-6        |
| 163          | Nikias Arndt (GER)         | 11è          |
| 164          | Cees Bol (NED)             | DNF-7        |
| 165          | Joris Nieuwenhuis (NED)    | DNF-7        |
| 166          | Casper Pedersen (DEN)      | DNF-7        |
| 167          | Jasha Sütterlin (GER)      | DNF-7        |

| Qhubeka NextHash TQA | Qhubeka NextHash TQA              | Qhubeka NextHash TQA |
| -------------------- | --------------------------------- | -------------------- |
| Núm                  | Ciclista                          | Pos                  |
| 171                  | Victor Campenaerts (BEL)          | 3r                   |
| 172                  | Michael Gogl (AUT)                | 26è                  |
| 173                  | Lasse Norman Hansen (DEN)         | DNF-6                |
| 174                  | Andreas Stokbro (DEN)             | 57è                  |
| 175                  | Reinardt Janse van Rensburg (RSA) | DNF-7                |
| 176                  | Harry Tanfield (GBR)              | DNF-7                |
| 177                  | Max Walscheid (GER)               | NP-7                 |

| Trek-Segafredo TFS | Trek-Segafredo TFS                | Trek-Segafredo TFS |
| ------------------ | --------------------------------- | ------------------ |
| Núm                | Ciclista                          | Pos                |
| 181                | Mads Pedersen (DEN)               | DNF-6              |
| 182                | Jasper Stuyven (BEL)              | 7è                 |
| 183                | Charlie Quaterman (GBR)           | 89è                |
| 184                | Matteo Moschetti (ITA)            | DNF-7              |
| 185                | Ryan Mullen (IRL)                 | DNF-7              |
| 186                | Toms Skujiņš (LAT) (ruta i crono) | DNF-7              |
| 187                | Edward Theuns (BEL)               | DNF-7              |

| UAE Team Emirates UAD | UAE Team Emirates UAD                 | UAE Team Emirates UAD |
| --------------------- | ------------------------------------- | --------------------- |
| Núm                   | Ciclista                              | Pos                   |
| 191                   | Finn Fisher-Black (NZL)               | 66è                   |
| 192                   | Fernando Gaviria Rendón (COL)         | NP-6                  |
| 193                   | Mikkel Bjerg (DEN)                    | DNF-7                 |
| 194                   | Brandon McNulty (USA)                 | 37è                   |
| 195                   | Marc Hirschi (SUI)                    | 15è                   |
| 196                   | Vegard Stake Laengen (NOR)            | 92è                   |
| 197                   | Maximiliano Richeze Araquistain (ARG) | 83è                   |

| Bingoal Pauwels Sauces WB BWB | Bingoal Pauwels Sauces WB BWB | Bingoal Pauwels Sauces WB BWB |
| ----------------------------- | ----------------------------- | ----------------------------- |
| Núm                           | Ciclista                      | Pos                           |
| 201                           | Timothy Dupont (BEL)          | 76è                           |
| 202                           | Stanisław Aniołkowski (POL)   | 63è                           |
| 203                           | Arjen Livyns (BEL)            | 67è                           |
| 204                           | Milan Menten (BEL)            | 48è                           |
| 205                           | Laurenz Rex (BEL)             | 71è                           |
| 206                           | Ludovic Robeet (BEL)          | 70è                           |
| 207                           | Sean De Bie (BEL)             | DNF-6                         |

| Sport Vlaanderen-Baloise SVB | Sport Vlaanderen-Baloise SVB | Sport Vlaanderen-Baloise SVB |
| ---------------------------- | ---------------------------- | ---------------------------- |
| Núm                          | Ciclista                     | Pos                          |
| 211                          | Rune Herregodts (BEL)        | DNF-6                        |
| 212                          | Arne Marit (BEL)             | 81è                          |
| 213                          | Thomas Sprengers (BEL)       | 44è                          |
| 214                          | Kenneth Van Rooy (BEL)       | 25è                          |
| 215                          | Ward Vanhoof (BEL)           | NP-2                         |
| 216                          | Jordi Warlop (BEL)           | DNF-5                        |
| 217                          | Thimo Willems (BEL)          | DNF-7                        |

| Alpecin-Fenix AFC | Alpecin-Fenix AFC       | Alpecin-Fenix AFC |
| ----------------- | ----------------------- | ----------------- |
| Núm               | Ciclista                | Pos               |
| 1                 | Tim Merlier (BEL)       | 60è               |
| 2                 | Dries De Bondt (BEL)    | 79è               |
| 3                 | Senne Leysen (BEL)      | 69è               |
| 4                 | Jonas Rickaert (BEL)    | 46è               |
| 5                 | Oscar Riesebeek (NED)   | 22è               |
| 6                 | Petr Vakoč (CZE)        | 62è               |
| 7                 | Gianni Vermeersch (BEL) | 14è               |

| Deceuninck-Quick Step DQT | Deceuninck-Quick Step DQT    | Deceuninck-Quick Step DQT |
| ------------------------- | ---------------------------- | ------------------------- |
| Núm                       | Ciclista                     | Pos                       |
| 11                        | Remco Evenepoel (BEL)        | NP-5                      |
| 12                        | Kasper Asgreen (DEN) (crono) | 12è                       |
| 13                        | Dries Devenyns (BEL)         | DNF-7                     |
| 14                        | Álvaro Hodeg Chagui (COL)    | DNF-7                     |
| 15                        | Iljo Keisse (BEL)            | 91è                       |
| 16                        | Michael Mørkøv (DEN)         | 36è                       |
| 17                        | Stijn Steels (BEL)           | 84è                       |

| Lotto-Soudal LTS | Lotto-Soudal LTS         | Lotto-Soudal LTS |
| ---------------- | ------------------------ | ---------------- |
| Núm              | Ciclista                 | Pos              |
| 21               | Tim Wellens (BEL)        | 4t               |
| 22               | Caleb Ewan (AUS)         | DNF-7            |
| 23               | Philippe Gilbert (BEL)   | 27è              |
| 24               | Jasper De Buyst (BEL)    | 88è              |
| 25               | Thomas De Gendt (BEL)    | DNF-7            |
| 26               | Roger Kluge (GER)        | DNF-7            |
| 27               | Tosh Van der Sande (BEL) | 38è              |

| AG2R Citroën Team ACT | AG2R Citroën Team ACT   | AG2R Citroën Team ACT |
| --------------------- | ----------------------- | --------------------- |
| Núm                   | Ciclista                | Pos                   |
| 31                    | Greg Van Avermaet (BEL) | 26è                   |
| 32                    | Oliver Naesen (BEL)     | 51è                   |
| 33                    | Julien Duval (FRA)      | DNF-5                 |
| 34                    | Anthony Jullien (FRA)   | DNF-7                 |
| 36                    | Michael Schär (SUI)     | 33è                   |
| 37                    | Gijs Van Hoecke (BEL)   | 64è                   |

| Astana-Premier Tech APT | Astana-Premier Tech APT      | Astana-Premier Tech APT |
| ----------------------- | ---------------------------- | ----------------------- |
| Núm                     | Ciclista                     | Pos                     |
| 41                      | Jakob Fuglsang (DEN)         | DNF-1                   |
| 42                      | Fabio Felline (ITA)          | NP-1                    |
| 43                      | Samuele Battistella (ITA)    | 55è                     |
| 44                      | Dmitri Grúzdev (KAZ)         | DNF-7                   |
| 45                      | Hugo Houle (CAN)             | 40è                     |
| 46                      | Ievgueni Guiditx (KAZ)       | DNF-7                   |
| 47                      | Matteo Sobrero (ITA) (crono) | DNF-7                   |

| Bahrain Victorious TBV | Bahrain Victorious TBV       | Bahrain Victorious TBV |
| ---------------------- | ---------------------------- | ---------------------- |
| Núm                    | Ciclista                     | Pos                    |
| 51                     | Sonny Colbrelli (ITA) (ruta) | 1r                     |
| 52                     | Fred Wright (GBR)            | 20è                    |
| 53                     | Phil Bauhaus (GER)           | 90è                    |
| 54                     | Heinrich Haussler (AUS)      | 65è                    |
| 55                     | Jonathan Milan (ITA)         | DNF-7                  |
| 56                     | Matej Mohorič (SLO) (ruta)   | 2n                     |
| 57                     | Marcel Sieberg (GER)         | DNF-7                  |

| Bora-Hansgrohe BOH | Bora-Hansgrohe BOH       | Bora-Hansgrohe BOH |
| ------------------ | ------------------------ | ------------------ |
| Núm                | Ciclista                 | Pos                |
| 61                 | Peter Sagan (SVK) (ruta) | 42è                |
| 62                 | Wilco Kelderman (NED)    | DNF-3              |
| 63                 | Erik Baška (SVK)         | DNF-7              |
| 64                 | Maciej Bodnar (POL)      | DNF-7              |
| 65                 | Daniel Oss (ITA)         | DNF-7              |
| 66                 | Lukas Pöstlberger (AUT)  | 18è                |
| 67                 | Juraj Sagan (SVK)        | 78è                |

| Cofidis COF | Cofidis COF               | Cofidis COF |
| ----------- | ------------------------- | ----------- |
| Núm         | Ciclista                  | Pos         |
| 71          | Christophe Laporte (FRA)  | 23è         |
| 72          | Tom Bohli (SUI)           | 61è         |
| 73          | Jean-Pierre Drucker (LUX) | DNF-7       |
| 74          | Emmanuel Morin (FRA)      | NP-4        |
| 75          | Szymon Sajnok (POL)       | DNF-7       |
| 76          | Attilio Viviani (ITA)     | 85è         |
| 77          | Elia Viviani (ITA)        | DNF-7       |

| EF Education-Nippo EFN | EF Education-Nippo EFN      | EF Education-Nippo EFN |
| ---------------------- | --------------------------- | ---------------------- |
| Núm                    | Ciclista                    | Pos                    |
| 81                     | Daniel Arroyave Cañas (COL) | DNF-7                  |
| 82                     | Fumiyuki Beppu (JPN)        | 93è                    |
| 83                     | Stefan Bissegger (SUI)      | 58è                    |
| 84                     | Mitchell Docker (AUS)       | NP-5                   |
| 85                     | Sebastian Langeveld (NED)   | 59è                    |
| 86                     | Logan Owen (USA)            | 13è                    |
| 87                     | Julius van den Berg (NED)   | 68è                    |

| Groupama-FDJ GFC | Groupama-FDJ GFC              | Groupama-FDJ GFC |
| ---------------- | ----------------------------- | ---------------- |
| Núm              | Ciclista                      | Pos              |
| 91               | Stefan Küng (SUI) (crono)     | 5è               |
| 92               | Antoine Duchesne (CAN)        | 82è              |
| 93               | Attila Valter (HUN)           | 50è              |
| 94               | Fabian Lienhard (SUI)         | 80è              |
| 95               | Miles Scotson (AUS)           | 54è              |
| 96               | Jake Stewart (GBR)            | 43è              |
| 97               | Benjamin Thomas (FRA) (crono) | DNF-7            |

| Ineos Grenadiers IGD | Ineos Grenadiers IGD            | Ineos Grenadiers IGD |
| -------------------- | ------------------------------- | -------------------- |
| Núm                  | Ciclista                        | Pos                  |
| 101                  | Geraint Thomas (GBR)            | DNF-7                |
| 102                  | Sebastián Henao Gómez (COL)     | 72è                  |
| 103                  | Andrey Amador Bikkazakova (CRC) | 17è                  |
| 104                  | Leonardo Basso (ITA)            | 52è                  |
| 105                  | Michał Gołaś (POL)              | 31è                  |
| 106                  | Gianni Moscon (ITA)             | 35è                  |
| 107                  | Ben Swift (GBR)                 | 32è                  |

| Intermarché-Wanty-Gobert Matériaux IWG | Intermarché-Wanty-Gobert Matériaux IWG | Intermarché-Wanty-Gobert Matériaux IWG |
| -------------------------------------- | -------------------------------------- | -------------------------------------- |
| Núm                                    | Ciclista                               | Pos                                    |
| 111                                    | Aimé De Gendt (BEL)                    | 21è                                    |
| 112                                    | Ludwig De Winter (BEL)                 | DNF-7                                  |
| 113                                    | Andrea Pasqualon (ITA)                 | 53è                                    |
| 114                                    | Taco van der Hoorn (NED)               | DNF-5                                  |
| 115                                    | Boy van Poppel (NED)                   | 56è                                    |
| 116                                    | Danny van Poppel (NED)                 | 24è                                    |
| 117                                    | Pieter Vanspeybrouck (BEL)             | 87è                                    |

| Israel Start-Up Nation ISN | Israel Start-Up Nation ISN      | Israel Start-Up Nation ISN |
| -------------------------- | ------------------------------- | -------------------------- |
| Núm                        | Ciclista                        | Pos                        |
| 121                        | Jenthe Biermans (BEL)           | 29è                        |
| 122                        | Guillaume Boivin (CAN)          | 34è                        |
| 123                        | Norman Vahtra (EST)             | 77è                        |
| 124                        | Mads Würtz Schmidt (DEN) (ruta) | 16è                        |
| 125                        | Alexis Renard (FRA)             | 47è                        |
| 126                        | Guy Sagiv (ISR)                 | 86è                        |
| 127                        | Tom Van Asbroeck (BEL)          | 19è                        |

| Jumbo-Visma TJV | Jumbo-Visma TJV            | Jumbo-Visma TJV |
| --------------- | -------------------------- | --------------- |
| Núm             | Ciclista                   | Pos             |
| 131             | Tom Dumoulin (NED) (crono) | 9è              |
| 132             | Dylan Groenewegen (NED)    | DNF-7           |
| 133             | Edoardo Affini (ITA)       | 74è             |
| 134             | Olav Kooij (NED)           | 49è             |
| 135             | Timo Roosen (NED) (ruta)   | 30è             |
| 136             | Mike Teunissen (NED)       | 10è             |
| 137             | Jos van Emden (NED)        | DNF-7           |

| Movistar Team MOV | Movistar Team MOV                 | Movistar Team MOV |
| ----------------- | --------------------------------- | ----------------- |
| Núm               | Ciclista                          | Pos               |
| 141               | Héctor Carretero Milla (ESP)      | 73è               |
| 142               | Iván García Cortina (ESP)         | DNF-7             |
| 143               | Davide Villella (ITA)             | 39è               |
| 144               | Mathias Norsgaard Jørgensen (DEN) | 45è               |
| 145               | Lluís Mas Bonet (ESP)             | DNF-6             |
| 146               | Sebastián Mora Vedri (ESP)        | DNF-4             |
| 147               | Albert Torres Barceló (ESP)       | NP-4              |

| BikeExchange BEX | BikeExchange BEX         | BikeExchange BEX |
| ---------------- | ------------------------ | ---------------- |
| Núm              | Ciclista                 | Pos              |
| 151              | Jack Bauer (NZL)         | 28è              |
| 152              | Sam Bewley (NZL)         | DNF-6            |
| 153              | Luke Durbridge (AUS)     | 6è               |
| 155              | Alexander Konychev (ITA) | DNF-7            |
| 156              | Barnabás Peák (HUN)      | 75è              |
| 157              | Callum Scotson (AUS)     | DNF-7            |

| Team DSM DSM | Team DSM DSM               | Team DSM DSM |
| ------------ | -------------------------- | ------------ |
| Núm          | Ciclista                   | Pos          |
| 161          | Tiesj Benoot (BEL)         | 8è           |
| 162          | Søren Kragh Andersen (DEN) | DNF-6        |
| 163          | Nikias Arndt (GER)         | 11è          |
| 164          | Cees Bol (NED)             | DNF-7        |
| 165          | Joris Nieuwenhuis (NED)    | DNF-7        |
| 166          | Casper Pedersen (DEN)      | DNF-7        |
| 167          | Jasha Sütterlin (GER)      | DNF-7        |

| Qhubeka NextHash TQA | Qhubeka NextHash TQA              | Qhubeka NextHash TQA |
| -------------------- | --------------------------------- | -------------------- |
| Núm                  | Ciclista                          | Pos                  |
| 171                  | Victor Campenaerts (BEL)          | 3r                   |
| 172                  | Michael Gogl (AUT)                | 26è                  |
| 173                  | Lasse Norman Hansen (DEN)         | DNF-6                |
| 174                  | Andreas Stokbro (DEN)             | 57è                  |
| 175                  | Reinardt Janse van Rensburg (RSA) | DNF-7                |
| 176                  | Harry Tanfield (GBR)              | DNF-7                |
| 177                  | Max Walscheid (GER)               | NP-7                 |

| Trek-Segafredo TFS | Trek-Segafredo TFS                | Trek-Segafredo TFS |
| ------------------ | --------------------------------- | ------------------ |
| Núm                | Ciclista                          | Pos                |
| 181                | Mads Pedersen (DEN)               | DNF-6              |
| 182                | Jasper Stuyven (BEL)              | 7è                 |
| 183                | Charlie Quaterman (GBR)           | 89è                |
| 184                | Matteo Moschetti (ITA)            | DNF-7              |
| 185                | Ryan Mullen (IRL)                 | DNF-7              |
| 186                | Toms Skujiņš (LAT) (ruta i crono) | DNF-7              |
| 187                | Edward Theuns (BEL)               | DNF-7              |

| UAE Team Emirates UAD | UAE Team Emirates UAD                 | UAE Team Emirates UAD |
| --------------------- | ------------------------------------- | --------------------- |
| Núm                   | Ciclista                              | Pos                   |
| 191                   | Finn Fisher-Black (NZL)               | 66è                   |
| 192                   | Fernando Gaviria Rendón (COL)         | NP-6                  |
| 193                   | Mikkel Bjerg (DEN)                    | DNF-7                 |
| 194                   | Brandon McNulty (USA)                 | 37è                   |
| 195                   | Marc Hirschi (SUI)                    | 15è                   |
| 196                   | Vegard Stake Laengen (NOR)            | 92è                   |
| 197                   | Maximiliano Richeze Araquistain (ARG) | 83è                   |

| Bingoal Pauwels Sauces WB BWB | Bingoal Pauwels Sauces WB BWB | Bingoal Pauwels Sauces WB BWB |
| ----------------------------- | ----------------------------- | ----------------------------- |
| Núm                           | Ciclista                      | Pos                           |
| 201                           | Timothy Dupont (BEL)          | 76è                           |
| 202                           | Stanisław Aniołkowski (POL)   | 63è                           |
| 203                           | Arjen Livyns (BEL)            | 67è                           |
| 204                           | Milan Menten (BEL)            | 48è                           |
| 205                           | Laurenz Rex (BEL)             | 71è                           |
| 206                           | Ludovic Robeet (BEL)          | 70è                           |
| 207                           | Sean De Bie (BEL)             | DNF-6                         |

| Sport Vlaanderen-Baloise SVB | Sport Vlaanderen-Baloise SVB | Sport Vlaanderen-Baloise SVB |
| ---------------------------- | ---------------------------- | ---------------------------- |
| Núm                          | Ciclista                     | Pos                          |
| 211                          | Rune Herregodts (BEL)        | DNF-6                        |
| 212                          | Arne Marit (BEL)             | 81è                          |
| 213                          | Thomas Sprengers (BEL)       | 44è                          |
| 214                          | Kenneth Van Rooy (BEL)       | 25è                          |
| 215                          | Ward Vanhoof (BEL)           | NP-2                         |
| 216                          | Jordi Warlop (BEL)           | DNF-5                        |
| 217                          | Thimo Willems (BEL)          | DNF-7                        |